# Chiesa dei Santi Pietro e Paolo (Talmassons)
La chiesa dei Santi Pietro e Paolo è la parrocchiale di Flumignano, frazione di Talmassons, in provincia e arcidiocesi di Udine; fa parte della forania del Friuli Centrale.

## Storia
L'antica cappella di Flumignano fu costruita alla fine del Quattrocento o all'inizio del secolo successivo; di questo edificio sopravvivono il presbiterio e l'abside inglobati nella chiesa settecentesca.
La nuova parrocchiale venne costruita in stile neoclassico nel 1772, mentre il campanile fu eretto nel 1857; il 22 ottobre 1898 l'arcivescovo di Udine Pietro Zamburlini impartì la consacrazione.
Intorno al 1980 si provvide ad asportare le balaustre del presbiterio e a collocarvi l'ambone, mentre nel 2006 venne realizzato l'altare rivolto verso l'assemblea.
Il pavimento fu in parte restaurato nel 2006 e nel 2017 il campanile venne interessato da un intervento di consolidamento su disegno dell'architetto Enrico Vittorio Governo.

## Descrizione

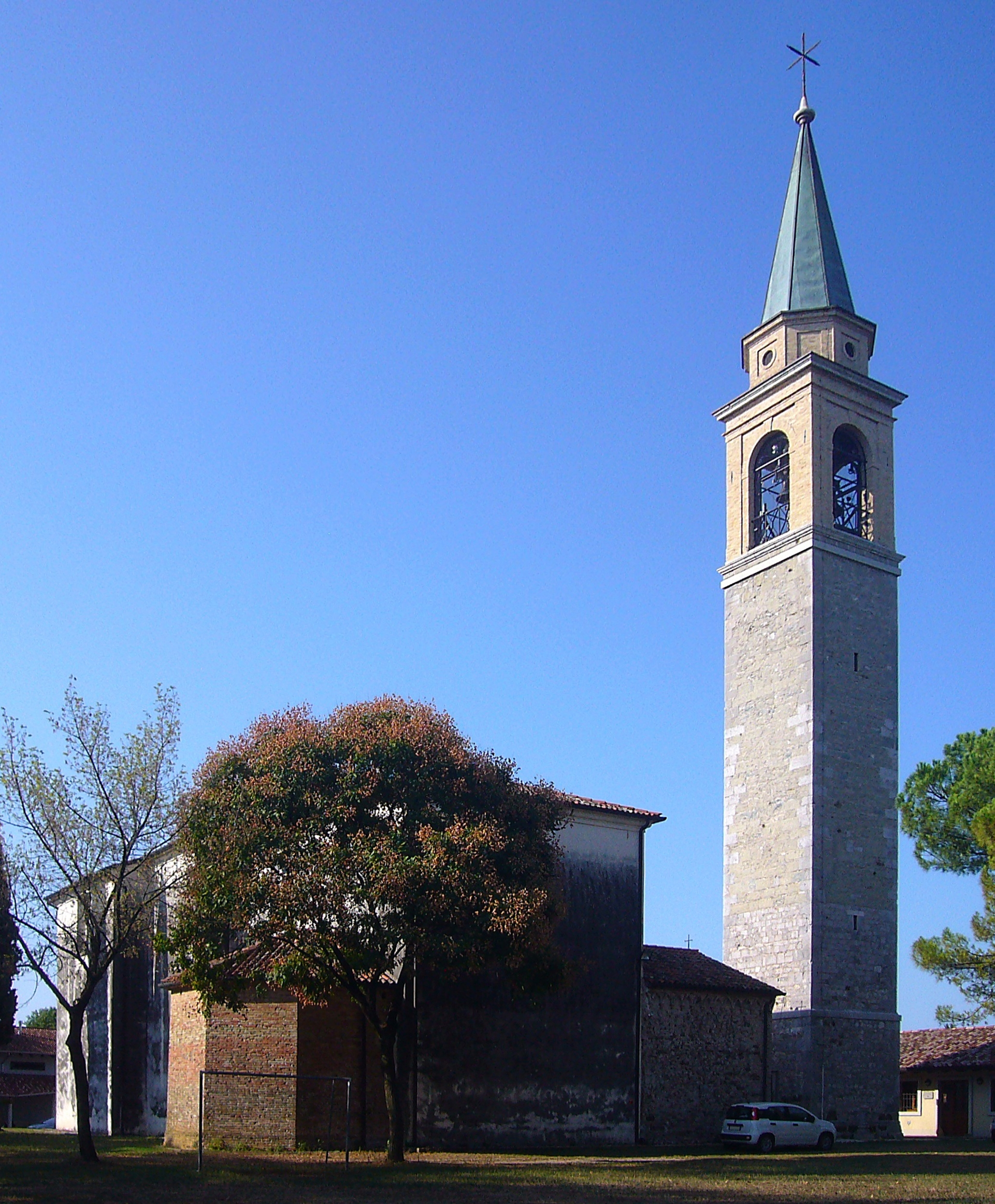
L'abside e il campanile

### Esterno
La facciata a capanna della chiesa, rivolta a sudest, presenta centralmente il portale d'ingresso timpanato e ai lati due coppie di lesene dipinte ed è coronata dal frontone triangolare.
Accanto alla parrocchiale si erge il campanile in pietra a pianta quadrata; la cella presenta su ogni lato una monofora a tutto sesto affiancata da lesene ed è coronata dalla guglia piramidale poggiante sul tamburo a base ottagonale.

### Interno
L'interno dell'edificio si compone di un'unica navata, sulla quale si affacciano le cappellette laterali introdotte da archi a tutto sesto e le cui pareti sono scandite da paraste sorreggenti la trabeazione modanata e aggettante sopra la quale si imposta la volta a botte; al termine dell'aula si sviluppa il presbiterio, rialzato di alcuni gradini e chiuso dall'abside quadrata.